# Cantón de Mormant
El cantón de Mormant era una división administrativa francesa, que estaba situada en el departamento de Sena y Marne y la región de Isla de Francia.

## Composición
El cantón estaba formado por veintidós comunas:
- Andrezel
- Argentières
- Aubepierre-Ozouer-le-Repos
- Beauvoir
- Bombon
- Bréau
- Champdeuil
- Champeaux
- Clos-Fontaine
- Courtomer
- Crisenoy
- Fontenailles
- Fouju
- Grandpuits-Bailly-Carrois
- Guignes
- La Chapelle-Gauthier
- Mormant
- Quiers
- Saint-Méry
- Saint-Ouen-en-Brie
- Verneuil-l'Étang
- Yèbles

## Supresión del cantón de Mormant
En aplicación del Decreto n.º 2014-186 de 18 de febrero de 2014, el cantón de Mormant fue suprimido el 22 de marzo de 2015 y sus 22 comunas pasaron a formar parte del nuevo cantón de Nangis.